# Jacques Servier
Jacques Servier (* 9. Februar 1922 in Vatan, Département Indre; † 16. April 2014) war ein französischer Unternehmer, Arzt und Apotheker.

## Leben
Servier studierte Medizin und Pharmazie. 1954 gründete Servier das französische Unternehmen Servier. Nach Angaben des US-amerikanischen Forbes Magazine gehörte Servier zu den reichsten Franzosen. Seit 2012 war Servier in einen Strafprozess wegen tödlich wirkender Schlankheitspillen, mit mehr als 350 Geschädigten und Hinterbliebenen zusammen mit vier ehemaligen Führungskräften seines Unternehmens angeklagt. Der frühere französische Staatspräsident Nicolas Sarkozy hat seit den 1980er Jahren für die Firma Serviers gearbeitet.
Im April 2014 starb Jacques Servier im Alter von 92 Jahren.

## Preise und Auszeichnungen (Auswahl)
- Ehrenlegion
- Ordre national du Mérite
- Ordre des Palmes Académiques